# Улица Лачу (Рига)
Улица Ла́чу (латыш. Lāču iela — Медвежья) — улица в Риге, в Видземском предместье, в историческом районе Браса. Начинается от перекрёстка улиц улицы Миера и Иерочу; ведёт в северном направлении до улицы Инвалиду, далее переходя в улицу Страумес.
Длина улицы — 240 метров. На всём протяжении имеет асфальтовое покрытие. Движение по улице двустороннее. Общественный транспорт по улице не курсирует.

## История
Улица Лачу впервые показана на карте города в 1876 году под названием Малая Медвежья улица (латыш. Mazā Lāču iela, нем. Kleine Bärenstrasse); при этом Большой Медвежьей улицей (латыш. Lielā Lāču iela) называлась дальняя часть нынешней улицы Миера. В 1937 году улица Лиела Лачу была объединена с улицей Миера, а улица Маза Лачу получила современное название — Лачу. В документах периода немецкой оккупации улица Лачу вновь упоминается под своим первоначальным названием, но в 1944 году она вернула себе название Лачу, которое с течением времени более не изменялось.
До 1885 года в Риге существовала и другая улица Лачу (Медвежья) — сегодня это часть улицы Эмилии Беньямин.

## Прилегающие улицы
Улица Лачу пересекается со следующими улицами:
- Улица Миера
- Улица Иерочу
- Улица Упес
- Улица Инвалиду
- Улица Страумес